# Thomas Doherty (actor)
Thomas Anthony Doherty (n. 21 aprilie 1995, Scoția, Regatul Unit) este un actor și cântăreț scoțian din Edinburgh . El i-a interpretat pe Sean Matthews în serialul muzical The Lodge de pe Disney Channel, pe Harry Hook în franciza de filme Descendants, pe Max Wolfe în rebootul HBO Max al Gossip Girl și pe Walter De Ville în filmul The Invitation (2022). El i-a interpretat pe Sean Matthews în serialul muzical The Lodge de pe Disney Channel, pe Harry Hook în franciza de filme Descendants, pe Max Wolfe în rebootul HBO Max al Gossip Girl și pe Walter De Ville în filmul The Invitation (2022).